# Dungass (département)
Dungass est un département de la région de Zinder au Niger.

## Géographie
Le département s'étend au sud de la région de Zinder, sur une superficie de 4 288 km2, il est frontalier du Nigéria.
| Mirriah | Magaria | Damagaram Takaya |
| Magaria | Dungass | Gouré            |
|         | Nigéria |                  |

## Histoire
Le poste administratif de Dungass instauré en 1988, est séparé en 2011 du département de Magaria et élevé au statut départemental.

## Population
Selon le recensement général de la population et de l'habitat de 2012, le département compte 353 867 habitants. De 2001 à 2012, la population a augmenté en moyenne de 5,8 % par an (pour un accroissement national moyen de : 3,9 %). 

## Administration
Le département couvre quatre communes rurales : 
- Dogo-Dogo
- Dungass
- Gouchi
- Mallaoua